# Keaunui
Keaunui ("Keau Veliki") bio je sjevernohavajski veliki poglavica ʻEwe, Waialue i Waianaea. Znan je i kao Keaunui-a-Maweke.
Pripadao je lozi poglavice Nanaulua kao sin čarobnjaka Mawekea i njegove žene Naiolaukeje.
Njegova su braća bili kralj Mulielealii, najstariji sin svoga oca, te Kalehenui.
Imao je nekoliko djece sa svojom ženom, velikom plemkinjom Wehelani: sina Laakonu, kćer Nuakeu (postala je kraljica Molokaija) i sina Moʻija, koji je bio prorok.
Bio je djed kraljice Molokaija Kapauanuakeje te predak kraljice Hualani.